# 吉田正光
吉田 正光（よしだ まさみつ、1904年〈明治37年〉5月30日 - 2016年〈平成28年〉10月29日）は、日本・東京都大田区の長寿の男性。小出保太郎の死後、日本男性最高齢であった。

## 人物
1904年生まれ。東京都大田区在住であった。
2016年1月19日、世界男性最高齢の人物であった小出保太郎が死去したため、吉田が存命する日本男性最高齢の人物となった。2016年10月29日、112歳と152日で死去した。日本男性最高齢者は北海道足寄郡足寄町在住の野中正造となった。